# Gran Premi de Sud-àfrica del 1971
Resultats del Gran Premi de Sud-àfrica de Fórmula 1 de la temporada 1971, disputat al circuit de Kyalami el 6 de març del 1971.

## Resultats
| Pos | No | Pilot              | Equip          | Voltes | Temps/ Retirada       | Pos. de sortida | Punts |
| --- | -- | ------------------ | -------------- | ------ | --------------------- | --------------- | ----- |
| 1   | 6  | Mario Andretti     | Ferrari        | 79     | 1h 47' 35. 5          | 4               | 9     |
| 2   | 9  | Jackie Stewart     | Tyrrell - Ford | 79     | + 20.9 s              | 1               | 6     |
| 3   | 5  | Clay Regazzoni     | Ferrari        | 79     | + 31.4 s              | 3               | 4     |
| 4   | 3  | Reine Wisell       | Lotus - Ford   | 79     | + 1' 09.4 min.        | 14              | 3     |
| 5   | 19 | Chris Amon         | Matra          | 78     | + 1 Volta             | 2               | 2     |
| 6   | 11 | Denny Hulme        | McLaren - Ford | 78     | + 1 Volta             | 7               | 1     |
| 7   | 28 | Brian Redman       | Surtees - Ford | 78     | + 1 Volta             | 17              |       |
| 8   | 4  | Jacky Ickx         | Ferrari        | 78     | + 1 Volta             | 8               |       |
| 9   | 14 | Graham Hill        | Brabham - Ford | 77     | + 2 Voltes            | 19              |       |
| 10  | 7  | Ronnie Peterson    | March - Ford   | 77     | + 2 Voltes            | 13              |       |
| 11  | 22 | Henri Pescarolo    | March - Ford   | 77     | + 2 Voltes            | 18              |       |
| 12  | 21 | Rolf Stommelen     | Surtees - Ford | 77     | + 2 Voltes            | 15              |       |
| Ret | 2  | Emerson Fittipaldi | Lotus - Ford   | 58     | Motor                 | 5               |       |
| Ret | 20 | John Surtees       | Surtees - Ford | 56     | Caixa canvi           | 6               |       |
| Ret | 10 | François Cevert    | Tyrrell - Ford | 45     | Accident              | 9               |       |
| Ret | 27 | Howden Ganley      | BRM            | 42     | Prob. físics          | 24              |       |
| Ret | 16 | Pedro Rodríguez    | BRM            | 33     | Sobreescalfament      | 10              |       |
| Ret | 15 | Dave Charlton      | Brabham - Ford | 31     | Motor                 | 16              |       |
| Ret | 17 | Jo Siffert         | BRM            | 31     | Sobreescalfament      | 12              |       |
| Ret | 24 | John Love          | March - Ford   | 30     | Diferencial           | 21              |       |
| Ret | 25 | Jackie Pretorius   | Brabham - Ford | 22     | Motor                 | 20              |       |
| Ret | 12 | Peter Gethin       | McLaren - Ford | 7      | Pèrdua de combustible | 11              |       |
| Ret | 23 | Jo Bonnier         | McLaren - Ford | 5      | Suspensions           | 23              |       |
| Ret | 26 | Alex Soler-Roig    | March - Ford   | 5      | Motor                 | 25              |       |

## Altres
- Pole: Jackie Stewart 1' 17. 8

- Volta ràpida: Mario Andretti 1' 20. 3 (a la volta 73)